# 영국의 헌법
영국의 헌법(영어: Constitution of the United Kingdom)은 영국의 헌정질서를 성립하게 하는 근본적인 체계로서, 여러 중요한 법률과 관습으로 구성되어 있다.

## 개요
영국에는 일원화된 헌법 문서가 부재하다. 따라서 성문화되지 않은(unwritten) 헌법을 운용한다. 영국 헌법의 대부분은 여러 문서에 구체화되어 있으며 실증사례와 협약, 조항 등을 포함한다. 미포함된 원천자료에는 국회의사록과 재판 관행, 국왕 대권 등이 해당한다.
명예혁명(1688)과 권리장전(1689)의 체결 후 영국 헌법의 근간은 웨스트민스터 의회의 영향력으로 여겨져 왔으며 의회는 실질적인 최고권위를 지닌다. 이는 의회가 얼마든지 새 헌법을 통과시킬 수 있음을 의미한다. 사실, 그러한 원칙이 여전히 유효한지는 논란의 소지가 있다. 이는 영국이 한때 유럽연합 소속이었기 때문이다. 영국 대법원은 의회의 권한, 법의 통치, 민주주의, 국제법 준수를 '헌법적 원칙'으로 판단하기도 했다.

## 영국 헌법학
보이지 않는 것과 보이는 것들이 뒤섞여 있는 영국 헌법은 찬양이나 비판 전에 이해를 필요로 한다. 이해를 위해서는 충실한 해석과 설명이 있어야 한다. 영국 헌법학의 최고 권위자로 꼽히는 앨버트 다이시는 "해석과 해설 그 자체가 헌법의 일부이면서 영국 헌법학이다."라고 말했다. 그의 헌법학 입문은 성문 헌법전의 유일한 대체물이 되기에 이르렀다.
다이시의 헌법학은 영국 헌법학을 말하며, 세 가지로 요약할 수 있다. 첫째, 의회 주권, 둘째, 법의 지배, 셋째, "법적 형식의 헌법"에 대한 "헌법적 관행"의 종국적 의존성이다.

### 의회 주권
의회 주권은 영국 정치 제도의 지배적 특징이다. 영국 의회는 국왕·상원·하원으로 구성된다. 왕은 자문에 응할 뿐만 아니라 때로는 경고의 의사표시를 하기도 한다. 하원이 입법 활동을 담당하고 상원은 거르는 역할을 하는데, 입법권은 거의 무제한에 가깝다. 필요한 것은 모두 입법화할 수 있다. 게다가 헌법과 법률에 차이가 없다. 법률 중 일부가 헌법 규범이 되는 것이다. 영국의 국민 주권은 대의제의 핵심인 의회를 통해서 실현된다.

### 법의 지배
법의 지배라고 하면 앨버트 다이시를 떠올리는데, 그것은 다이시가 직접 창안하여 사용한 용어가 아니지만 그가 확립한 영국 헌법의 원칙으로 꼽힌다. 일반법의 최고성과 보편적 지배로 요약할 수 있다. 헌법과 법의 구분이 없다는 특성이 여기에도 작용한다. 첫째, 법의 절대적 우위성이다. 법이 헌법을 포함하기도 하고 법의 일부가 헌법이 되기도 하니 법이 최고다. 자의적 권력 행사를 부정하고 국민의 의사인 법에 의한 지배를 의미한다. 둘째, 법의 보편성이다. 공무원도 일반인과 동일하게 일반 법원의 최종 관할 대상으로 삼아 법을 평등하게 적용한다는 의미인데, 당시 다른 유럽 국가에서 통용되던 특별 권력관계를 인정하지 않는다는 것이다. 법 적용에서의 평등 원칙이다. 셋째, 법의 실증적 속성이다. 규범으로서 법은 국민 권리 행사의 결과가 일반 법원에 의하여 형성된 형태이지, 법 자체가 결코 권리의 권원은 아니다. 헌법이든 법이든 인간이 사회를 유지하고 국가를 운영하는 데 필요한 수단이라는 말이다.

### 헌법적 관행
헌법에는 법적 형식의 헌법과 헌법적 관행이 있다. 의회의 입법 작용과 사법적 결정으로 형성된 상대적으로 명확한 법이 법적 형식의 법이다. 의회에서 제정된 법, 코먼로로 불리는 판례법, 전통·관습의 총체로 법원에서 판단의 근거로 삼아 집행되는 규범이다. 반면 헌법적 관행은 정치적 관행과 도덕의 일부로 여론 속에 스며 있는 잠재적이며 상대적으로 모호한 관습이다. 헌법적 도덕이라고도 하는데, 내각이나 공무원들의 행위를 규율하기는 하지만 법원에서 집행되지 않는 관행과 약정, 그리고 관습을 말한다. "국회는 매년 1회 이상 열어야 한다." 대한민국은 헌법에 그렇게 규정이 되어 있지만, 영국은 관행에 따라 당연히 그렇게 해야 하는 것으로 안다. 법적 형식의 헌법이 다시 헌법적 관행을 낳기도 한다.